# Пассивно-агрессивное поведение

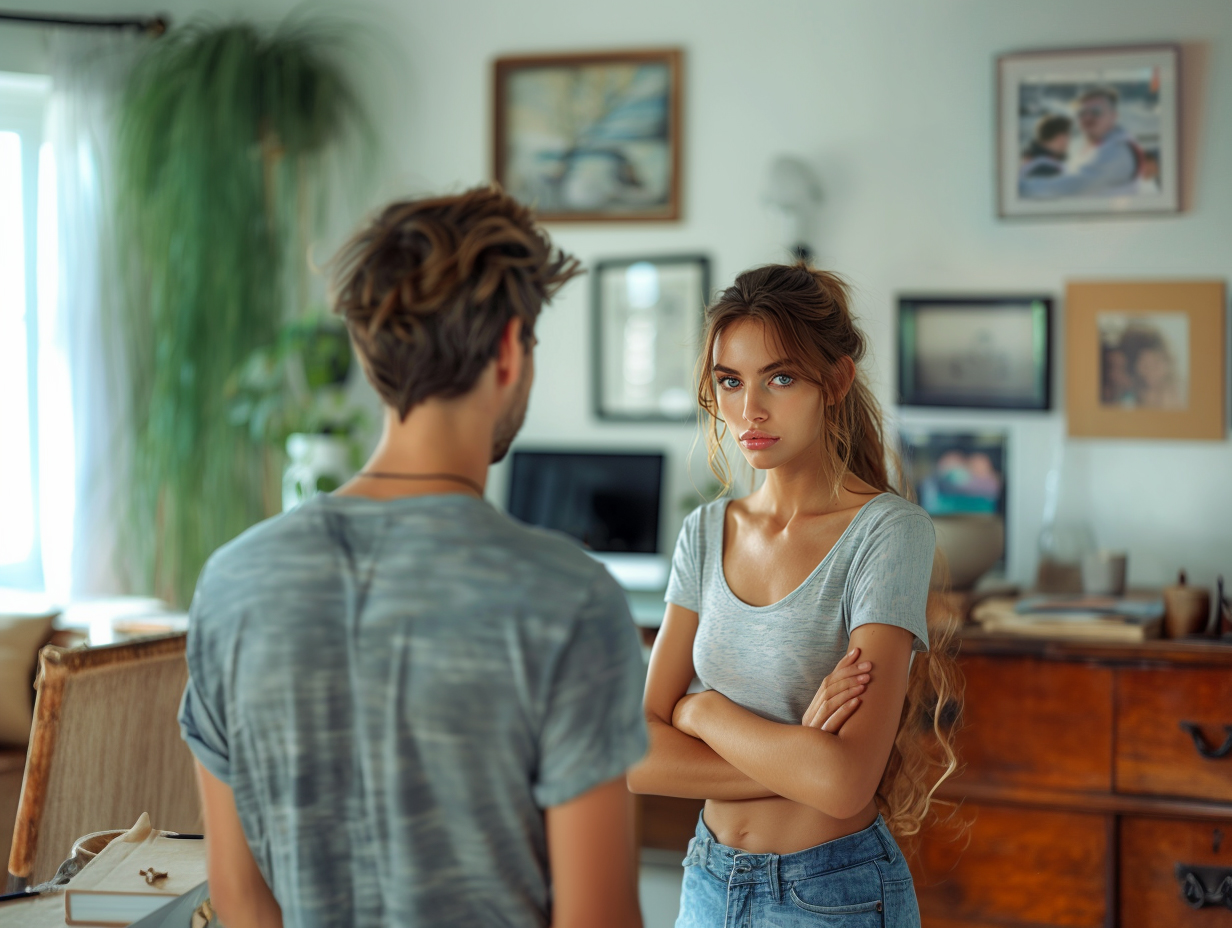
Закрытая поза как реакция на пассивную агрессию

Пасси́вно-агресси́вное поведе́ние (или пассивная агрессия) — модель поведения, при которой для выражения агрессии используются пассивные, а не активные способы; характеризуется скрытой, косвенной, непрямой агрессивностью, обычно скрываемой демонстрацией покорности или доброжелательности. Активное агрессивное поведение в этих случаях обычно не используется по причине опасения возможных ответных действий. Множество людей являются пассивно-агрессивными лишь по отношению к более сильным людям (в том числе занимающим более высокое социальное положение), при этом проявляют открытую гиперкомпенсаторную агрессивность к тем, кто им не может ответить.
При пассивно-агрессивном поведении высказывается пассивное сопротивление негативным репликам оппонента, при котором, между тем, получается достичь целей, поставленных человеком, использующим данное поведение. Люди, которые ведут пассивно-агрессивный образ общения, не будут открыто выступать против того, что им не по душе. У данных людей накопившееся напряжение, требующее выхода, проявляется через отказ от выполнения какого-либо действия. Данная манера поведения проявляет агрессивность за счёт того, что «нет» выражается пассивным образом.
Впервые данное определение было дано бригадным генералом Уильямом Меннингером во время Второй мировой войны.